# Structure vestigiale
Pour les articles homonymes, voir Vestige.

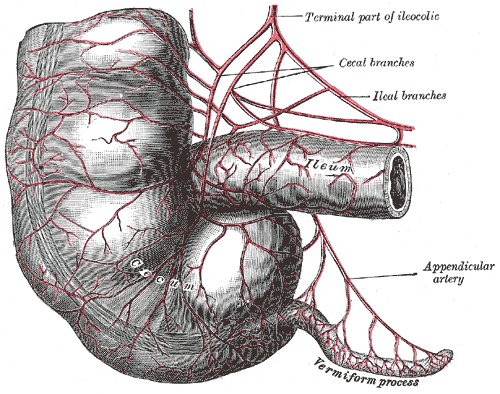
L'appendice humain est une structure vestigiale : sa fonction originale (digestion des substances végétales crues) a été perdue depuis longtemps.

Une structure vestigiale désigne un caractère anatomique, physiologique, de biologie moléculaire ou comportemental dont la fonction initiale a été perdue totalement ou en partie au cours de l'évolution en biologie évolutive du développement (structure anatomique de l'organisation d'une espèce). 
La vestigialité se distingue de l'atavisme ou réversion qui se réfère à la réapparition occasionnelle d'un caractère ancestral chez un individu qui normalement ne devrait pas le posséder. Ainsi le coccyx est une structure vestigiale homologue de la queue, tandis que la polydactylie ou le tissu mammaire surnuméraire sont des atavismes.

## Organes vestigiaux
Les structures vestigiales sont des structures anatomiques d'un organisme d'une espèce qui sont considérées avoir perdu la plupart de leurs fonctions originelles au cours de l'évolution. Ces structures sont typiquement dans un état, forme ou condition dégénéré, atrophié, ou rudimentaire. Une structure vestigiale est souvent appelée « organe vestigial », bien que toutes les structures vestigiales ne soient pas toujours effectivement un organe.
Bien que les structures appelées communément « vestigiales » tendent à être largement ou entièrement non fonctionnelles, une structure vestigiale n'est pas obligatoirement sans aucune fonction pour l'organisme. Les structures vestigiales ont perdu leur but principal originel, mais elles peuvent avoir une fonctionnalité amoindrie, ou en avoir développé une entièrement nouvelle. Ainsi, une aile vestigiale n'a pas seulement besoin d'être inutilisable pour le vol pour être vestigiale : elle peut tout de même servir à d'autres usages que ceux d'une aile, par exemple celui de balancier pour la course comme pour les autruches.
Les restes d'ailes repliées des kiwis, ou les restes d'yeux et d'orbites chez les poissons cavernicoles sont des structures « pleinement vestigiales », car elles n'ont, pour ainsi dire, pratiquement plus aucune « utilité » pour l'organisme.

## Histoire

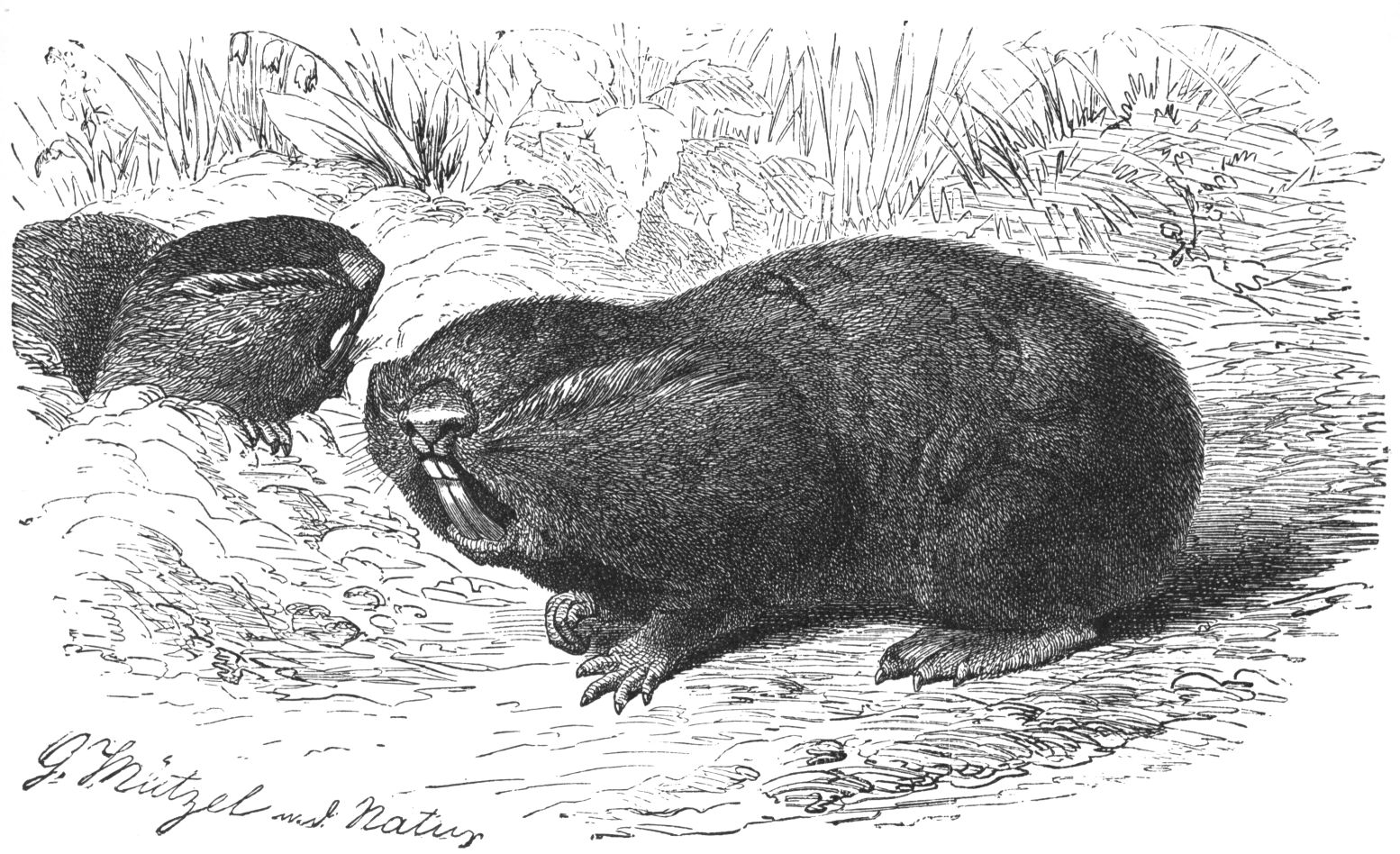
Le rat-taupe (Spalax typhlus) n'a que de minuscules yeux complètement recouverts par une couche de peau.

Les structures vestigiales ont été remarquées depuis très longtemps, et les raisons de leur existence ont été les sujets de longues spéculations. Au IVe siècle avant Jésus-Christ, Aristote fut l'un des premiers écrivains à commenter, dans son Histoire des animaux, les yeux vestigiaux des taupes, les appelant « stoppés dans leur développement ». Cependant, c'est seulement dans les derniers siècles que les vestiges anatomiques sont devenus un sujet d'études sérieuses. En 1798, Étienne Geoffroy Saint-Hilaire nota à propos des structures vestigiales :

« Alors qu'ils sont inutiles dans cette circonstance, ces rudiments... n'ont pas été éliminés, parce que Natura non facit saltus : la Nature ne travaille jamais par saut rapides, et elle laisse toujours des vestiges d'un organe, même s’il est complètement superflu, si cet organe joue un rôle important parmi les autres espèces de la même famille. »

Son collègue, Jean-Baptiste de Lamarck, cita un certain nombre de structures vestigiales dans son livre de 1809 Philosophie Zoologique. Lamarck nota que les rats taupes aveugles de « Olivier, qui vit sous terre, et qui n'est apparemment pas exposé à la lumière du jour, encore moins que la taupe, a simplement perdu l'usage de la vue : au point qu'il ne montre plus que des vestiges de cet organe ».
Charles Darwin était très familier avec le concept de structures vestigiales, bien que le terme n'existât pas à son époque. Il fit une liste d'un certain nombre d'entre elles dans la filiation de l'homme, en y incluant les muscles intrinsèques de l'oreille externe, les dents de sagesse, l'appendice, le coccyx, les poils corporels, et la membrane nictitante dans le coin de l'œil humain. Darwin nota aussi dans L'Origine des espèces, qu'une structure vestigiale peut être inutile dans sa fonction primaire, mais peut conserver un rôle anatomique secondaire : « Un organe servant deux usages, peut devenir rudimentaire ou très avorté pour l'un, même le plus important des usages, et demeurer parfaitement efficient pour l'autre… Un organe peut devenir rudimentaire pour son usage propre, et être utilisé pour un objectif distinct. »
En 1893, l'anatomiste allemand Robert Wiedersheim (en) (1848-1923) publia une liste de 86 organes humains qui ont, selon ses mots, « perdu leur signification originale et physiologique ». Théorisant qu'ils étaient des vestiges de l'évolution, il les appela « vestigiaux ». Depuis, la fonction de certaines de ces structures a été découverte, alors que d'autres vestiges anatomiques ont été mis au jour, faisant principalement de la liste un sujet d'intérêt en tant qu'enregistrement de la connaissance de l'anatomie humaine du moment. Des versions plus tardives de la liste de Wiedersheim ont fourni jusqu'à 180 « organes vestigiaux » humains. C'est pourquoi le zoologiste Newman déclara dans le Scopes Monkey Trial que « Il y a, selon Wiedersheim, pas moins de 180 structures vestigiales dans le corps humain, ce qui est suffisant pour faire d'un homme un véritable musée d'antiquités ambulant ».

## Indices de l'évolution
Les structures vestigiales sont souvent homologues aux structures qui sont fonctionnelles chez d'autres espèces. De ce fait, les structures vestigiales peuvent être considérées comme des preuves de l'évolution, le processus par lequel des caractères bénéfiques héritables apparaissent dans une population au cours d'une longue période de temps. L'existence des organes vestigiaux peut être attribuée aux changements dans l'environnement et dans les comportements de l'organisme en question. Alors que la fonction de la structure n'est plus bénéfique à la  survie, la probabilité que la descendance future hérite la forme « normale » de la structure diminue.
Les versions vestigiales de la structure peuvent être comparées avec la version originale de la structure dans d'autres espèces afin de déterminer l'homologie de la structure vestigiale. Des structures homologues indiquent un ancêtre commun avec les organismes ayant une version fonctionnelle de la structure.

## Exemples

### Chez les animaux

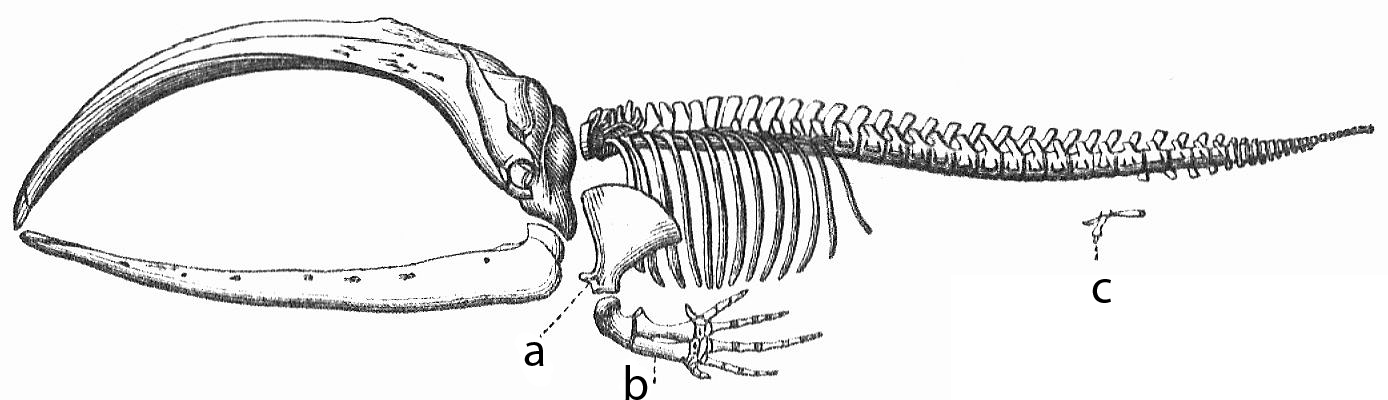
La lettre c dans l'image indique les pattes non-développées postérieures d'une baleine.

Chez la baleine et les autres cétacés, on peut trouver de petits os de pattes vestigiales enchâssés profondément au sein du dos du corps. Ce sont les reliques des pattes de leurs ancêtres terrestres. Chez les siréniens (lamantin), le même phénomène est observé.
Les reptiles sont des ovipares amniotes. Au cours de l'évolution, les mammifères sont toujours des amniotes. La conservation de l'amnios est bénéfique, car il permet de protéger l'embryon des chocs et de la déshydratation. C'est aussi une adaptation de la vie aquatique à la vie terrestre.

### Chez les humains

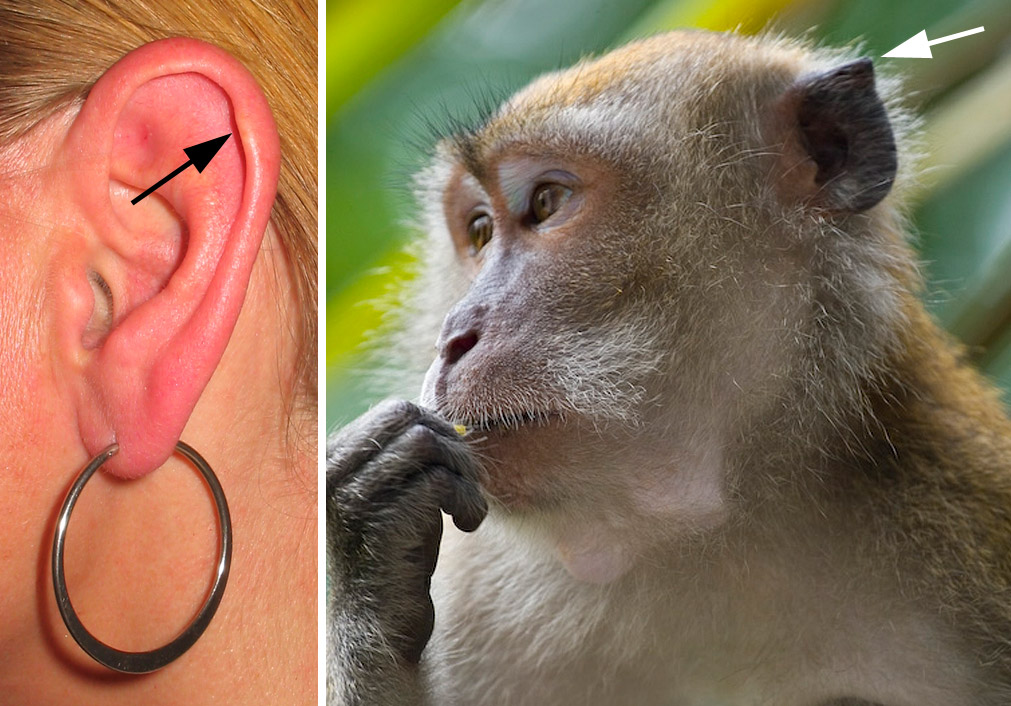
Tubercule de Darwin à gauche, homologue de la pointe de l'oreille chez le macaque à droite.

Bien que la liste des structures vestigiales humaines est maintenant restée plus ou moins la même, l'utilité relative de certaines structures de la liste est sujet à débat. Ci-dessous sont données certaines des structures souvent incluses dans cette liste :
Darwin pensait que l’appendice était un vestige du cæcum, un organe accueillant une flore microbienne massive servant à digérer la cellulose pour les ancêtres herbivores des humains. Cependant l'hypothèse de Darwin a été réfutée par de nombreux travaux plus récents. D'une part, de nombreuses espèces de mammifères ont un caecum bien développé et un appendice, ce qui réfute que l'apparition de l'appendice soit liée à une réduction de la taille du caecum. En fait, un régime alimentaire plus frugivore est bien associé à une diminution de taille du caecum chez les hominidés comme le pensait Darwin, mais ce n'est pas le cas chez les autres mammifères. D'autre part, l'hypothèse de l'inutilité de l'appendice a été remise en cause par des chercheurs du Centre médical de l’université Duke (Durham, Caroline du Nord, États-Unis) qui expliquent que le rôle de l'appendice est fondamental dans la survie de l'espèce car il sert d'abri à des bactéries assurant le bon fonctionnement de l'appareil digestif et empêchant l'installation de bactéries pathogènes en cas d'indigestion suivie de diarrhée. Cet organe aurait donc toute son utilité chez les populations des pays en voie de développement fréquemment sujets à ce genre de maladies, comme le suggère une étude sur des primates d'un jardin zoologique, chez lesquels l'appendice semble protéger de diarrhées aigües. Par ailleurs, l'appendice renferme des tissus lymphoïdes impliqués dans l'immunité et produit une partie des immunoglobulines de notre organisme.
Le coccyx est le vestige de la queue (appendice caudal) ayant été perdue chez l'homme. Il y a de petits muscles qui y sont attachés, ils sont eux-mêmes vestigiaux. Le pli semi-lunaire de la conjonctive (petit morceau de tissu dans le coin de l'œil) est le vestige de la membrane nictitante de certains vertébrés (troisième paupière reptilienne).
Organe vestigial des griffes reptiliennes, les ongles ont un rôle certes réduit par rapport aux antiques griffes, mais ne sont pas moins fonctionnels.

## Controverses
L'inutilité des organes vestigiaux reste débattue. Il n'est pas évident de déterminer si ces organes ne sont que des reliques d'anciens organes fonctionnels ou s'ils ont un rôle, même discret, dans le fonctionnement de l'organisme. D'un point de vue scientifique, il est de plus difficile de déclarer certains organes comme inutiles, un manque de connaissance pouvant être à l'origine d'une non-compréhension du rôle de l'organe. Certains créationnistes s'emparent de cette idée puisque, selon eux, Dieu a donné à chaque organisme ses organes pour une raison et un usage spécifiques.
S.R. Scadding (lui-même évolutionniste) du département de zoologie de l’université de Guelph affirmait : « Au fur et à mesure de l'augmentation de nos connaissances, la liste des structures vestigiales a diminué. Wiedersheim pouvait en répertorier environ 100 chez l’humain, les auteurs récents en décrivent habituellement 4 ou 5. Même cette courte liste de structures vestigiales chez l’humain est discutable. »
- « Anatomiquement, l’appendice démontre des évidences de fonction lymphatique… »

- « Le coccyx sert de point d’attache à plusieurs muscles et ligaments incluant le gluteus maximus. »

- « Le pli semi-lunaire de l’œil participe au nettoyage et à la lubrification du globe oculaire. »

« Puisqu'il est impossible d'identifier sans ambiguïté les structures inutiles et puisque la structure de l'argumentation utilisée n'est pas valide scientifiquement, j'en conclus que les organes atrophiés ne constituent pas une preuve pour la théorie de l'évolution. »
A contrario, on peut légitimement penser que l'acquisition ou la conservation d'une seconde fonction chez ces organes vestigiaux est un indice d'une adaptation des espèces et, partant, de leur évolution.
Note
Le tout est de comprendre ce qu'on identifie comme structures vestigiales, ce qui montre l'ambiguïté de cette notion. Les structures (identifiées comme) vestigiales sont des indices d'un processus évolutionniste si elles sont comparées aux structures homologues des espèces apparentées qui ont un développement différent, ainsi que la comparaison avec les lignées éteintes. C'est dans cette perspective que cette notion a sa pertinence.